# Tysklands U/20-fodboldlandshold
Tysklands U/20-fodboldlandshold er Tysklands landshold for fodboldspillere, som er under 20 år og administreres af Deutscher Fußball-Bund (DFB).